# Four à chaux de La Tour-sur-Orb
 (mars 2022).
Si vous disposez d'ouvrages ou d'articles de référence ou si vous connaissez des sites web de qualité traitant du thème abordé ici, merci de compléter l'article en donnant les références utiles à sa vérifiabilité et en les liant à la section « Notes et références ».
L'ancienne usine à chaux de La Tour-sur-Orb, plus communément appelée le Four à Chaux de La Tour-sur-Orb est un monument historique inscrit situé à La Tour-sur-Orb dans le département de l'Hérault. 

## Histoire
L'usine à chaux a été construite en 1854 sur un site qui accueillait déjà, selon toute vraisemblance, des fours à chaux anciens. En effet, la mention « four » figure sur le cadastre napoléonien de 1826. L'origine de ces fours anciens n'a pas été retrouvée.
L'usine a été exploitée jusqu’en 1927, par différents propriétaires. La chaux hydraulique produite a servi à l'édification des ouvrages d'art de la ligne de chemin de fer de Graissessac à Béziers (grand viaduc de Bédarieux, viaduc de La Tour sur Orb, tunnels et contreforts), de 1854 à 1858.  Ceci est attesté par Albert Fabre : Histoire de Bédarieux et des communes du canton, Imp. Firmin et Montané, Montpellier, 1913 :
« En 1854, lors de la construction de l’aqueduc pour le passage de la voie de chemin de fer, M. Genevière, ingénieur, fut le 1er à faire fabriquer la chaux avec les roches calcaires qui sont situées sur la rive droite de l’Orb, et depuis cette époque, cette exploitation a pris un très grand développement sous le nom de chaux de Latour. »
De 1905 à 1920, l’usine a été exploitée par la « Compagnie Générale pour le Chauffage et l’Éclairage par le Gaz », qui est l’ancêtre de Gdf-suez. Cette compagnie, qui produisait du gaz d’éclairage urbain, exploitait  un autre four à chaux à Bédarieux (le four à chaux de Fasse-Bonne), l’acétylène étant produit à partir de la chaux. On suppose que la chaux de la Tour a été utilisée dans le même but à cette période-là.
En 1927, l'usine a été vendue à un particulier, avec, comme mention dans l'acte de vente : « les bâtiments vendus ne serviront pas à l’exploitation d’un four à chaux pendant une durée de cinquante ans, à compter du 21 novembre 1927 ».

## Architecture

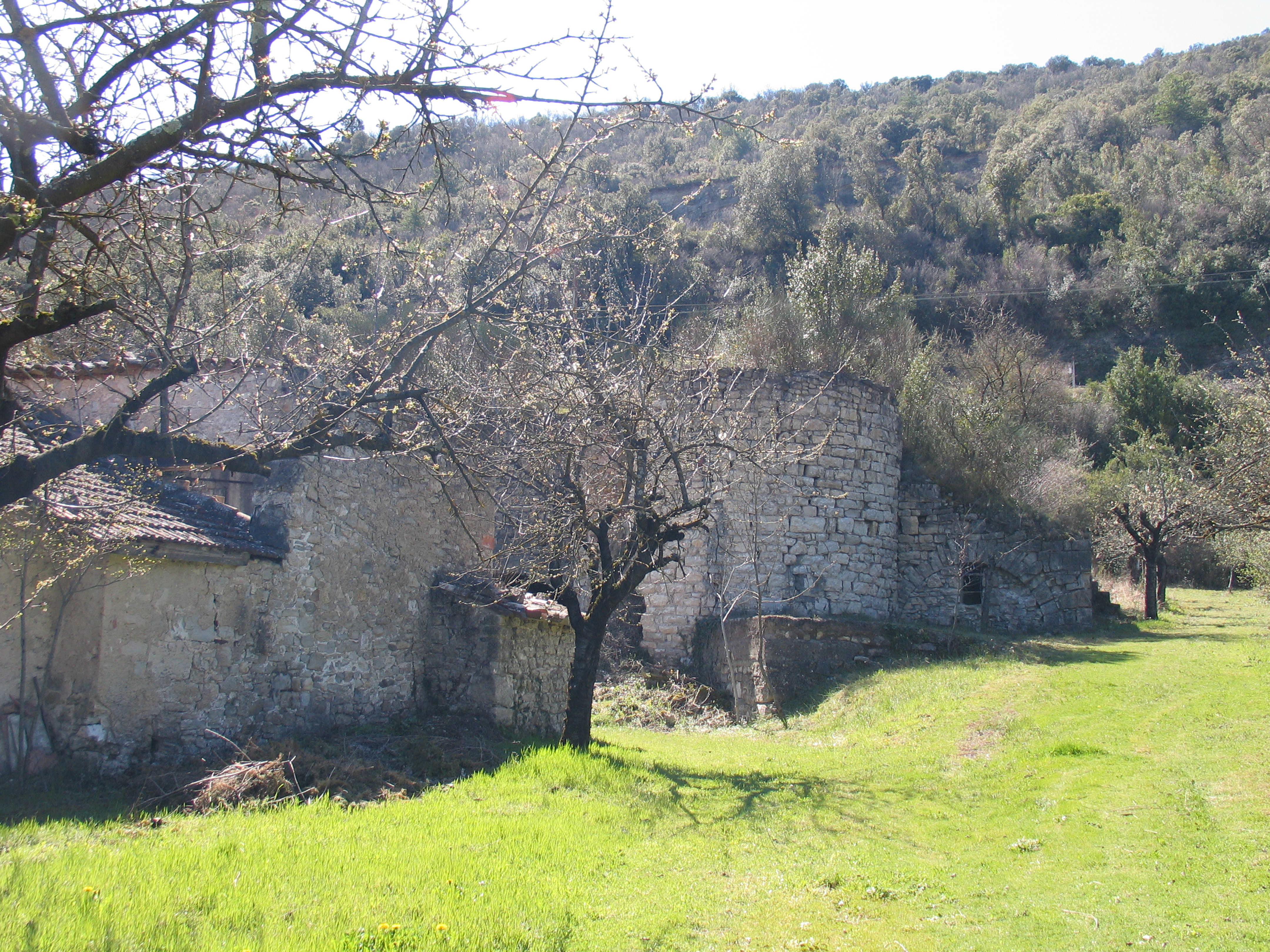
Les fours et la bluterie

L’originalité de son architecture provient de son histoire et des diverses modifications intervenues à des époques différentes, récapitulant ainsi toute l’évolution de la conception des fours, des anciens jusqu’aux modernes. C’est cette particularité, ainsi que « l’exemplaire conservation d’un ensemble complet de production de la chaux représentatif de la deuxième moitié du XIXe siècle » qui sont à l’origine de l’inscription du site au titre des Monuments Historiques le 17 mars 2010.
Elle est composée du bâtiment des fours (quatre fours à chaux distribués autour d'une halle centrale voutée), de la bluterie, de la carrière reliée aux fours par un tunnel, et d'une écurie, devenue une maison d'habitation.